# Suc-et-Sentenac
Suc-et-Sentenac (okzitanisch Suc e Sentenac) ist eine Ortschaft und eine ehemalige französische Gemeinde mit 57 (Stand: 1. Januar 2022) im Département Ariège in der Region Okzitanien (vor 2016: Midi-Pyrénées). Sie gehörte zum Arrondissement Foix und zum Kanton Sabarthès. Die Bewohner nennen sich Sucatels und Sentenacerois.
Mit Wirkung vom 1. Januar 2019 wurden die ehemaligen Gemeinden Vicdessos, Sem, Goulier und Suc-et-Sentenac zur Commune nouvelle Val-de-Sos zusammengeschlossen und haben in der neuen Gemeinde der Status einer Commune déléguée. Der Verwaltungssitz befindet sich im Ort Vicdessos.

## Geografie
Suc-et-Sentenac liegt etwa 24 Kilometer südwestlich von Foix im Regionalen Naturpark Pyrénées Ariégeoises am Fluss Sux. Umgeben wird Suc-et-Sentenac von den benachbarten Ortschaften Rabat-les-Trois-Seigneurs im Norden und Nordosten, Gourbit im Nordosten, Orus im Osten, Vicdessos im Südosten, Auzat im Süden sowie Le Port im Westen und Nordwesten.

## Bevölkerungsentwicklung
| Jahr                       | 1962 | 1968 | 1975 | 1982 | 1990 | 1999 | 2006 | 2014 |
| Einwohner                  | 149  | 100  | 89   | 84   | 66   | 103  | 65   | 48   |
| Quellen: Cassini und INSEE |      |      |      |      |      |      |      |      |

## Sehenswürdigkeiten
- Kirche Saint-Georges im Teilort Sentenac
- Kirche Saint-Laurent im Teilort Suc

## Persönlichkeiten
- Henri Nayrou (* 1944), Politiker und Journalist